# Aeródromo de El Fuerte
El Aeródromo del Fuerte (IATA: FTE, OACI: MM79) es un pequeño campo de aviación ubicado al sur de El Fuerte, Sinaloa, México, operado por el ayuntamiento de la misma ciudad. Tiene una pista de aterrizaje asfaltada de 1,470 metros de largo y 14 metros de ancho y una plataforma de aviación de 75 m x 30 m (2,250 metros cuadrados). Éste aeródromo se utiliza actualmente solo con propósitos de aviación general.
En abril de 2018 fueron invertidos 7.6 millones de pesos en el recubrimiento de la carpeta asfáltica de la pista de aterrizaje y la plataforma de aviación, esto con el fin de mejorar las condiciones del aeródromo y fomentar la actividad turística.

## Accidentes e incidentes
- El 2 de junio de 2012 una aeronave Cessna 182N Skylane con matrícula N92201 operada por Los Médicos Voladores que cubría un vuelo con estudiantes de medicina norteamericanos entre el Aeródromo del Fuerte y el Aeródromo de San Blas, golpeó algunos cables eléctricos durante su ascenso inicial, haciendo que el avión se estrellara cerca del Río Fuerte, matando al piloto y dejando severamente heridos a los 3 pasajeros.[4][5]